# Signal Hill, Newfoundland
Signal Hill är en kulle i Kanada.   Den ligger i provinsen Newfoundland och Labrador, i den östra delen av landet, 1 800 km öster om huvudstaden Ottawa.
Terrängen runt Signal Hill är kuperad åt sydväst, men norrut är den platt. Havet är nära Signal Hill österut. Trakten är tätbefolkad. Närmaste större samhälle är St. John's, 2,1 km väster om Signal Hill. 